# Jean Léger
Le pasteur Jean Léger (né en 1625 et mort avant 1670) était un des chefs de la communauté italienne des vaudois, aux côtés du chef militaire Josué Janavel lors de la résistance de mai 1655 aux troupes du duché de Savoie dans le Val Germanasca, lors de l'épisode connu comme les Pâques vaudoises.

## Biographie
Né en 1625, il est le neveu d'Antoine Léger, ministre de l'Église Saint-Jean, dans la vallée du Pelis, au Piémont italien et réfugié à Genève, où grandit le jeune Jean, qui porte secours au roi de Suède Charles X Gustave de Suède mais refuse d'entrer à son service comme secrétaire. 
Il assiste à l'âge de trente ans à la résistance de mai 1655 des vaudois italiens, face aux troupes du duché de Savoie, appelée les Pâques vaudoises. Il rencontre le capitaine français Laurent de l'Aube de Corcelles, protestant et intercède auprès des français, ce qui oblige le Marquis de Pianezza à engager lui-même la répression des Pâques vaudoises au Piémont, les troupes françaises préférant éviter de participer au massacre.
Le pasteur Jean Léger a témoigné de cet épisode historique en tant qu'auteur d’une Histoire générale des Églises évangéliques des vallées  du Piémont ou vaudoises (Leyde, 1669), dont une première édition est publiée dès 1659 à Leyde. Il obtint de Louis XIV, au tout début du règne de ce dernier, et sur la recommandation d'Oliver Cromwell, la permission de faire en France une enquête sur les persécutions de l'année 1655.  
Appelé « le modérateur », il est le pasteur des vallées vaudoises du Piémont, en particulier à Luserna San Giovanni, élu le 7 juin 1662 et installé le 29 avril 1663. Mais le Duc de Savoie fait raser sa maison et le déclare coupable de lèse-majesté. Il devint ensuite pasteur de l'église wallonne à Leyde, aux Pays-Bas et il remplissait encore cette fonction en 1665. Son œuvre sera poursuivie plus tard par le pasteur Eugène Arnaud, autre grand historien de l'Église évangélique vaudoise.